# Inhambane (miasto)
Inhambane – miasto w Mozambiku, nad Kanałem Mozambickim, ośrodek administracyjny prowincji Inhambane. Według spisu z 2017 roku liczy 82,1 tys. mieszkańców. Stolica rzymskokatolickiej diecezji.
W mieście rozwinął się przemysł spożywczy, materiałów budowlanych oraz metalowy.

## Miasta partnerskie
- Aveiro